# Suguru

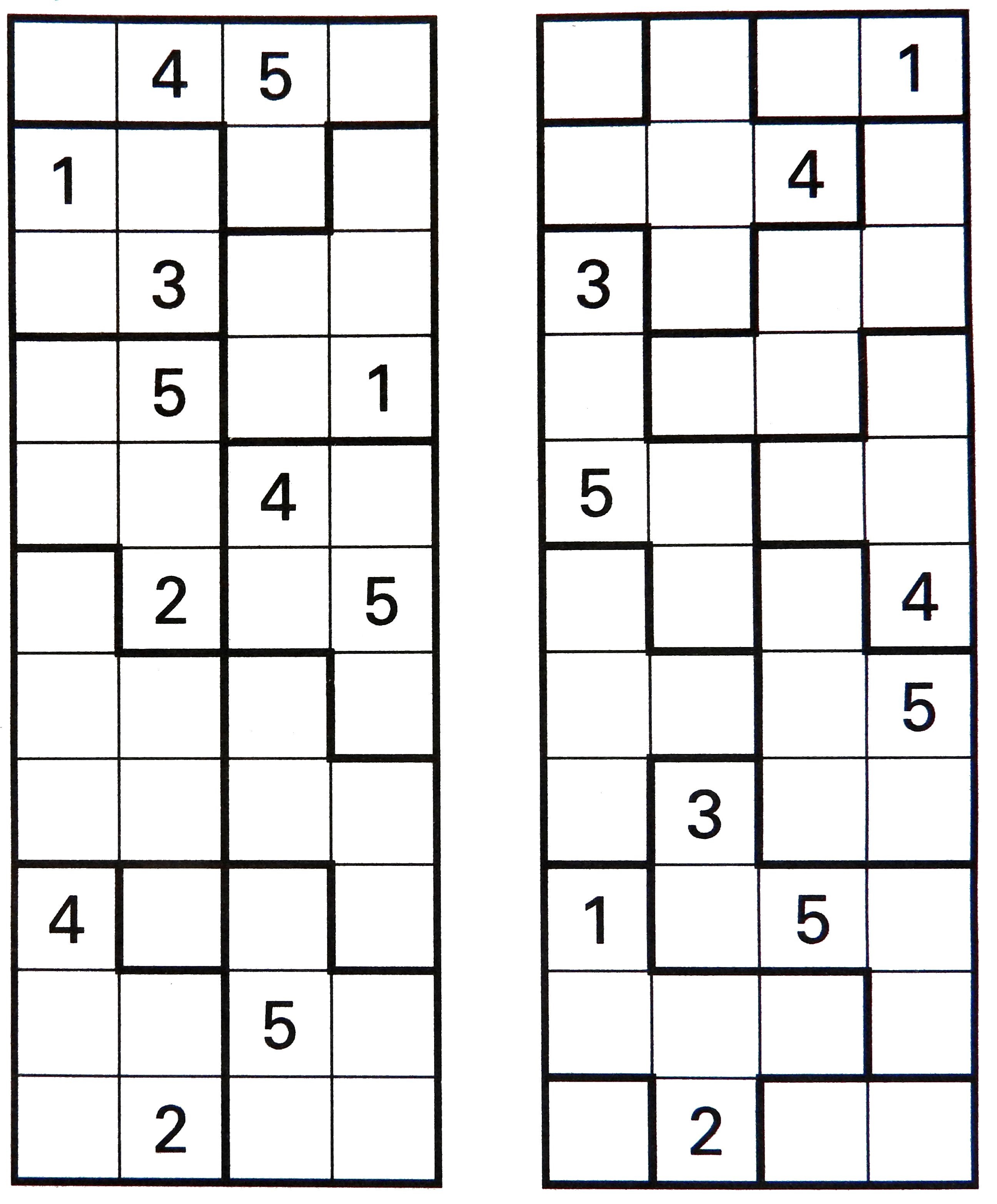
2 aparte startdiagrammen

Een Suguru of Tectonic is een logische puzzel bestaande uit een diagram dat is opgedeeld in blokken van verschillende formaten. Het is een vorm van een Sudokupuzzel.

## Herkomst
De puzzel werd oorspronkelijk ontwikkeld door de Japanse puzzelmaker Naoki Inaba, die in 1979 geboren werd in Nagoya, Japan. De originele naam voor de puzzel was Nanba Burokku (getalblokken). Suguru (nummergroepen) gaf echter beter de inhoud weer en hieronder werd de variant bekend.

## Omschrijving
Een blok kan bestaan uit één, twee, drie, vier of vijf vakjes, waarin de getallen 1 tot en met 5 ingevuld moeten worden. Bestaat een blok uit één vakje dan kan dus alleen het getal 1 ingevuld worden. Een blok van twee vakjes moet dan een 1 en een 2 bevatten, enzovoorts. Daarbij is het van belang dat vakjes met dezelfde cijfers elkaar nooit raken. Niet horizontaal en verticaal en ook niet diagonaal (met de punt). Dit houdt in dat er maximaal 8 vakjes en minimaal 3 vakjes om een bepaald getal heen, afhankelijk van de plaats in het diagram, niet datzelfde getal mogen bevatten.

## Merknamen
De puzzel wordt commercieel uitgebracht onder de naam Jigsaw Sudoku in Angelsaksische landen en in Nederland wordt de merknaam Tectonic gebruikt.
|                   |  |                                       |
| (Start)diagram 1A |  | Diagram 1B, zekere plaatsing cijfer 1 |